# فريدة العبيدي
فريدة العبيدي (بالفرنسية: Farida Labidi)‏ ولدت في 24 مارس 1968 في تونس العاصمة. هي سياسية تونسية وقيادية في حزب حركة النهضة ذات الاتجاه الإسلامي.

بعد الثورة التونسية، انتخبت في انتخابات 23 أكتوبر 2011 في المجلس الوطني التأسيسي عن دائرة القيروان الانتخابية، وبعد ذلك كنائبة في مجلس نواب الشعب بعد انتخابات 26 أكتوبر 2014 عن النهضة في نفس الدائرة.

## السيرة الذاتية

### الدراسات
درست فريدة العبيدي في كلية الحقوق بسوسة، وبسبب نشاطها في صفوف الاتحاد العام التونسي للطلبة، سجنت لمدة 6 أشهر. بعد ذلك واصلت في كلية الحقوق في جامعة تونس، أين تحصلت على شهادة الدراسات المعمقة.

### المسار المهني والسياسي
بسبب نشاطها السياسي، تم رفض ملفها لتصبح محامية في وقت أول، قبل أن يتم قبوله في 1997. منذ 2007، أصبحت عضوة بالفرع الجهوي لعمادة تونس للمحامين. هي كذلك عضو مؤسس للخلية التونسية لعمادة المحاميات العرب.

بعد الثورة التونسية في 2011، انتخبت في انتخابات 23 أكتوبر 2011 في المجلس الوطني التأسيسي عن دائرة القيروان الانتخابية وفازت بمقعد ممثلة عن النهضة. في المجلس كانت رئيسة لجنة الحقوق والحريات (وهي لجنة تأسيسية في الدستور الجديد)، وعضوة في الهيئة المشتركة للتنسيق والصياغة (لجنة مشتركة)، وعضوة في لجنة التوافقات (لجنة خاصة) وكذلك في لجنة التحقيق في أحداث 9 أفريل (لجنة خاصة).

بعد ذلك انتخبت كنائبة في مجلس نواب الشعب بعد انتخابات 26 أكتوبر 2014 عن نفس الدائرة الانتخابية. من جهة أخرى، في هذا المجلس هي مقررة لجنة الصحة والشؤون الاجتماعية (لجنة قارة)، وعضوة في لجنة شؤون ذوي الإعاقة والفئات الهشة (لجنة خاصة)، وكذلك في اللجنة الخاصة للنظام الدّاخلي (لجنة خاصة).

## الحياة الخاصة
فريدة العبيدي متزوجة وأم لطفلين.

## مقالات ذات صلة
- حركة النهضة (تونس)

## روابط خارجية
- السيرة الذاتية لفريدة العبيدي على موقع مرصد المجلس الوطني التأسيسي التابع لمنظمة البوصلة.
- السيرة الذاتية لفريدة العبيدي على موقع مرصد مجلس نواب الشعب التابع لمنظمة البوصلة.